# Puig dels Miquelets
El Puig dels Miquelets és una muntanya de 1.630 metres que es troba entre els municipis de Molló a la comarca del Ripollès i el de Prats de Molló i la Presta a la del Vallespir.